# Рябий тиждень
Рябий тиждень — тиждень перед Масницею, передостанній перед Великим постом. Зветься «рябий», бо в середу і п'ятницю треба постувати. Тиждень перед Рябим тижнем зветься «всеїдним».
Рябий тиждень вважають нещасливим для вступу в шлюб для жінок.
Останній день — «Ніжкові заговини».